# Dale Horvath
Dale Horvath è un personaggio della serie televisiva The Walking Dead, dove è interpretato da Jeffrey DeMunn. La morte del personaggio nell'ultima parte della seconda stagione della serie si discosta nettamente rispetto al fumetto da cui è tratta la serie, dove Dale sopravvive molto più a lungo. Sia nella serie tv che nel fumetto, Dale è una sorta di vecchio saggio, il centro morale del gruppo e spesso svolge la funzione del pacificatore tra i sopravvissuti e loro "coscienza" collettiva.

## Descrizione
Il sessantaquattrenne Dale (che porta sempre in testa un cappello da pescatore) aveva pianificato di godersi la pensione viaggiando in camper insieme alla moglie, ma la donna muore di cancro prima di riuscire a mettere in atto il progetto. Viaggiando per il Paese in solitudine, fa la conoscenza delle sorelle Andrea ed Amy durante lo scoppio dell'epidemia e le porta con sé. Nel corso della prima stagione, Dale viene dipinto come un uomo autosufficiente, sempre attento al cambio delle dinamiche all'interno del gruppo dei sopravvissuti, e particolarmente protettivo nei confronti di Andrea e Amy. È sua abitudine stare di sentinella sopra il tetto del camper per avvisare il gruppo in caso di attacchi da parte degli zombi.

## Biografia del personaggio

### Fumetto
Prima dell'apocalisse zombi, Dale lavorava come venditore d'auto, ed era sposato da 20 anni con una donna di nome Irma. Dopo essere andato in pensione, Dale e la moglie iniziano un viaggio intorno al mondo in camper. Durante le fasi iniziali dell'invasione degli zombi, Dale perde la moglie a causa di uno di essi.
Dale appare per la prima volta come uno dei sopravvissuti che stazionano in un accampamento fuori Atlanta, dove sono anche Lori e Carl Grimes, e il suo camper è diventato il campo base del gruppo. All'inizio Dale sembra quieto, ma ben presto confida a Rick di essere sospettoso circa la condotta di Shane, e di quello che presumibilmente sta accadendo tra lui e Lori, ma Rick decide di non prestare ascolto ai sospetti dell'uomo, avendo l'impressione che Dale sia solo prevenuto nei confronti di Shane. Successivamente, Dale salva Donna dall'attacco di uno zombi, svelando il fatto che anche se decapitato, il cadavere ambulante stenta a morire. Più tardi durante la cena serale, Dale rivela che, durante il suo viaggio ad Atlanta in cerca di salvezza, aveva raccolto per strada le due sorelle Andrea ed Amy. La discussione si interrompe quando l'accampamento viene attaccato dagli zombi, e Amy viene uccisa da uno di essi. Andrea si sente smarrita e Dale le fornisce conforto emotivo. Dopo la morte di Shane, Dale dice di aver sempre sospettato che qualcosa non andava nel luogo dove stazionava il gruppo, e di aver consigliato di abbandonare il posto prima dell'arrivo di Rick. Shane aveva categoricamente respinto l'idea di Dale.
Dopo aver seppellito Shane, i sopravvissuti si spostano via da Atlanta a bordo del camper di Dale, in cerca di una zona più sicura. Sulla strada, si imbattono in Tyreese e famiglia mentre cercano di spostare un'auto dalla strada per far passare il camper. La notte successiva, Lori rivela al gruppo di essere incinta, cosa che mette in allarme Dale, il quale sospetta che il figlio possa essere di Shane. Il gruppo si stabilisce in una zona che sembra maggiormente sicura, e si accampa per la notte. Donna scopre Dale e Andrea che hanno un rapporto sessuale. I sopravvissuti rimangono in loco fino a quando Otis, un cacciatore, spara accidentalmente a Carl, e quindi si spostano tutti alla fattoria di Hershel Greene nella speranza di salvare il bambino. Durante la permanenza, Dale cerca di convincere Andrea ad intraprendere una relazione sentimentale con lui nonostante la differenza di età.
Quando il gruppo è costretto ad abbandonare la fattoria, i sopravvissuti si rifugiano in una prigione. Ripulita la struttura dagli zombi, a Dale vengono assegnati diversi compiti, dal pattugliare l'area al riparare la recinzione. Egli inizia a pensare che Andrea non si innamorerà mai di lui a causa dell'età, ma la ragazza lo rassicura di voler restare per sempre accanto a lui. In seguito, Dale comincia a temere che qualcun altro possa scoprire l'ubicazione della prigione, divenuta il nuovo rifugio del gruppo. Indeciso se restare o andarsene, Dale aiuta comunque Rick a eliminare gli ultimi zombi rimasti nei vari blocchi della prigione, e nel mentre scoprono la sala dei generatori che danno energia a tutta la struttura. Dale inizia a vegliare su molti membri del gruppo, inclusi i figli di Allen, Ben e Billy, mentre il padre è in coma. Dopo essere stato testimone di svariate situazioni drammatiche, Dale forma un triumvirato con Tyreese e Hershel. Il trio vuole sostituire Rick alla guida del gruppo a causa della sua scarsa leadership. Dale ed Andrea diventano quindi dei genitori adottivi per i figli di Donna ed Allen, i gemelli Billy e Ben, rimasti orfani.
Lori entra in travaglio. Per mantenere in funzione il generatore, Dale e Billy escono dalla prigione in cerca di carburante per esso addentrandosi in un parcheggio lì vicino. Durante l'escursione, Dale viene morso da uno zombi e, riportato in prigione in tutta fretta, gli viene amputata una gamba in modo da fermare il contagio. L'intervento riesce e Dale si salva. La tranquillità torna nel gruppo, ma Dale inizia a sospettare che Andrea abbia una relazione con Tyreese. L'arto perduto da Dale viene rimpiazzato da una gamba di legno, fabbricata da Andrea e Tyreese. In seguito, Dale informa Andrea che non deve sentirsi per forza legata a lui, ma che può andare con Tyreese se lo desidera. Lei invece assicura Dale che lo amerà per tutta la vita. Più tardi quello stesso giorno, la pace cessa quando giunge sul posto il Governatore con i suoi scagnozzi di Woodbury. Dale ed Andrea cercano di proteggere i gemelli, a qualsiasi costo. Durante l'attacco, Dale si occupa di Andrea rimasta ferita e insieme prendono la decisione di andarsene dalla prigione per il momento, accompagnati da Glenn e Maggie.
Dale, Andrea, Maggie, Glenn, Sophia e i gemelli tornano alla fattoria di Hershel, dove Dale intende vivere il resto della sua vita in pace. Lo scoramento di Rick è al suo apice. L'arrivo di tre sconosciuti, Abraham Ford, Rosita Espinosa e Eugene, lo porta a seguire i nuovi arrivati nella speranza di raggiungere Washington. Sfortunatamente, il fato avverso si accanisce nuovamente quando Ben uccide Billy e Carl è costretto a sparargli. Distrutto dal dolore, Dale abbassa la guardia durante l'attacco di un gruppo di zombi e viene morso. Nasconde la propria ferita ad Andrea per risparmiarle ulteriore dolore. Calata la notte, egli abbandona gli altri e si reca da solo nella foresta, dove viene catturato da tre misteriosi cacciatori. Quando Dale si risveglia, uno di loro di nome Chris si presenta, e gli annuncia che hanno deciso di cibarsi di lui pezzo per pezzo, a tal proposito gli hanno appena amputato la gamba buona e la stanno arrostendo sul fuoco. Tuttavia, Dale ha l'ultima risata, in quanto essendo già infettato dagli zombi, sa che infetterà a sua volta i cacciatori cannibali. Furiosi, i cacciatori picchiano Dale e lo lasciano privo di sensi davanti alla chiesa di Gabriel.
Dale viene trasportato dagli altri sopravvissuti all'interno della chiesa, e messo a letto. In punto di morte, Dale spiega perché ha nascosto ad Andrea di essere stato infettato, e fa pace con Rick, ringraziandolo di tutto. Dale ammette che il gruppo è riuscito a cavarsela fino ad ora soprattutto grazie alla tenacia di Rick. Dale muore poco tempo dopo ed Andrea gli spara in testa per non farlo trasformare in uno zombie. Gli altri bruciano il suo cadavere all'esterno della chiesa, e Rick fa un discorso in suo onore lodando la capacità di Dale di mantenere la propria umanità fino alla fine.

### Serie televisiva

#### Stagione 1
Dale compare brevemente già nella prima puntata della serie I giorni andati, dove viene mostrato insieme a Amy nel campo base dei sopravvissuti fuori Atlanta, mentre sentono il messaggio radio di Rick senza però riuscire a rispondere a causa della pessima ricezione. Lori insiste affinché il gruppo affigga dei cartelli per avvertire la gente di non recarsi in città essendo infestata dagli zombi, e Dale la supporta ma Shane si dimostra contrario. Nella puntata successiva Una via d'uscita, Dale fa la guardia al campo dal tetto del suo camper, tiene d'occhio Carl mentre Lori è andata nel bosco in cerca di cibo, e poi riceve la chiamata radio di T-Dog da Atlanta. In Bentornato papà, Dale accoglie Rick e gli altri al loro arrivo al campo, ed aiuta Glenn a recuperare dei pezzi di ricambio da un'auto che lui aveva rubato. Nell'episodio Vatos, mentre è di vedetta al campo, Dale scorge Jim che inspiegabilmente sta scavando delle fosse nel terreno sulla collina e si preoccupa, quindi porta Shane, Lori, e gli altri a parlargli per cercare di farlo ragionare. Jim non è in grado di spiegare il motivo delle sue azioni ma dice di aver fatto un sogno. Più tardi, il campo viene assalito da un gruppo di zombi, ed Amy è tra le vittime. Jim allora si ricorda il suo sogno ed afferma che stava scavando delle fosse – per seppellire i morti. In Esperimenti, Daryl e Dale vorrebbero uccidere Jim dopo aver saputo che è stato morso da uno zombi durante l'attacco della notte scorsa, ma Rick li ferma. Dale cerca di confortare Andrea afflitta dalla morte della sorella. Poco dopo assiste al tentativo fallito da parte di Shane di sparare a Rick mentre sono in perlustrazione facendo apparire il tutto un incidente. Il gruppo decide di partire alla volta del Centro per il controllo delle malattie, ma quando il camper di Dale si guasta durante il tragitto, Jim viene lasciato indietro su sua richiesta. Nella puntata TS-19, Dale e gli altri trovano un rifugio relativamente sicuro all'interno del centro malattie prima di scoprire che la struttura si autodistruggerà alla fine del carburante dei generatori, quasi terminato. Dale decide di rimanere nella struttura insieme ad Andrea che ha deciso di suicidarsi, ma alla fine la convince a fuggire con lui pochi attimi prima dell'esplosione.

#### Stagione 2
Nella prima puntata della seconda stagione, La strada da percorrere, Dale è molto preoccupato dallo stato di Andrea dopo il suo tentativo di suicidio, e si rifiuta di ridarle la sua pistola. Allo stesso tempo, è coinvolto nella ricerca di Sophia, la figlia di Carol scomparsa durante un attacco di zombi, come evidenziato dal fatto che menta al gruppo tacendo la rottura del camper in modo che il pensiero primario di tutti sia finalizzato alla ricerca della bambina. In Sangue del mio sangue, Dale crede che T-Dog abbia contratto un'infezione causata da un brutto taglio da lui procuratosi con una lamiera d'auto e si mette alla ricerca di antibiotici; alla fine Daryl porta alcune medicine che aveva con sé appartenute al fratello Merle. In Sopravvivere, Andrea prova a Dale che le sue tendenze suicide sono diminuite, e lui acconsente a riconsegnarle l'arma. In La rosa Cherokee, Dale e il resto del gruppo arrivano alla fattoria di Hershel, e si accampano nei pressi. In Ritrovamenti, Andrea scambia Daryl per uno zombie, e gli spara ferendolo nonostante le urla di avvertimento di Dale. Nell'episodio Segreti, lo sdegno di Dale nei confronti di Shane inizia a crescere quando nota quanto la sua natura violenta sia di cattiva influenza sul gruppo (soprattutto su Andrea). In Muore la speranza, Dale cerca di nascondere le armi del gruppo nella palude, ma Shane glielo impedisce. Ritornando alla fattoria, Shane apre le porte del fienile dove Hershel teneva chiusi degli zombi, e porta il resto del gruppo a massacrarli tutti. In Nebraska, Dale tiene d'occhio Shane, e mette in guardia Lori circa il suo sospetto che Shane abbia ucciso Otis. In Grilletto facile, Dale dice ad Andrea che  Shane è pericoloso ma lei non gli presta ascolto. In La sentenza, Dale cerca di convincere i membri del gruppo a non giustiziare un intruso catturato, ma rimane disgustato dall'istinto omicida dei suoi compagni. In seguito Rick cambia idea e decide di non uccidere il prigioniero, ma Dale non vivrà abbastanza per saperlo. Durante la notte, allontanatosi dalla fattoria viene aggredito e sventrato da uno zombi. Ferito a morte, toccherà a Daryl porre fine alle sue sofferenze sparandogli a malincuore un colpo alla testa. Dale viene sepolto nell'episodio Il giustiziere e, al funerale, Rick decide di rendere omaggio alla sua memoria citando le sue parole.

#### Morte
Nell'episodio della seconda stagione La sentenza viene mostrata la morte di Dale, che viene attaccato da uno zombie e da esso sventrato. Dato che l'autore Robert Kirkman percepiva Dale come un personaggio simbolo di moralità ed umanità, gran parte di La sentenza esplora temi quali il declino della morale comune durante un evento catastrofico. Kirkman dichiarò che la morte di Dale era un episodio cruciale nella serie, punto di svolta per i futuri sviluppi di The Walking Dead. «Il personaggio di Dale è stato il cuore e l'anima del programma», disse. «Lui è la bussola morale. Lui è il tizio che, più di ogni altro, ha messo in guardia gli altri dallo stare attenti a non farsi cambiare in peggio dal mondo infestato che li circonda. La sua perdita si rivelerà pesantissima per il gruppo e rappresenta decisamente una svolta verso toni più "dark". La sua morte significa molto». Kirkman aggiunse anche quanto fu difficile accomiatare DeMunn dal cast del programma. Disse: «Mi spezza il cuore perdere Jeffrey DeMunn. Ci ha dato veramente tanto, in queste due stagioni dello show. È stato magnifico lavorare con lui e conoscerlo come persona; è un tipo fantastico e ci mancherà moltissimo».
A differenza della serie tv, nel fumetto originale Dale sopravvive più a lungo, ed intraprende una relazione sessuale con Andrea. Kirkman riferì come si rendesse necessario per gli sceneggiatori differenziare il personaggio televisivo di Dale da quello del fumetto: «Ho detto molte volte quanto mi piacciano le differenze tra il fumetto e la serie tv. Ci sono importanti sottotrame che possiamo anche non affrontare, come la storia d'amore tra Dale ed Andrea. Se vi piace il fumetto, potete leggere tutta la storia lì, e vi raccomando caldamente di farlo. Ma lo show sarà sempre una cosa a sé stante e la decisione di uccidere Dale lo dimostra, anche se fu una scelta molto ponderata».
La scena della morte di Dale venne lodata dai recensori, che la definirono scioccante ed emotivamente profonda. Scott Meslow di The Atlantic suggerì come la morte di Dale, facesse imbracciare a The Walking Dead una filosofia più tetra e sinistra, e che la morte del personaggio sancisse anche la fine di una certa moralità nel programma. Dale, a differenza di tutti gli altri sopravvissuti, ha mantenuto la sua umanità di fondo fino alla fine in un mondo nel quale i vecchi valori non sembrano avere più nessuna importanza. Gina McIntyre del Los Angeles Times riportò un'opinione simile: "Tocca a Daryl porre fine alla sua sofferenza, in una scena profondamente toccante. Senza Dale ad esortare tutti a fare ciò che è moralmente giusto, apocalisse zombie o meno, temo per il futuro del mondo dipinto nella serie".